# Ghalafika
Ghalafika (també Ghulafika o Ghulayfika) és una població de la costa de la Tihama al Iemen a mig camí entre al-Hudayda i Zabid a la part sud de la badia o Khor Ghalafika.
Des de molt antigament feia de port a Zabid (la porta occidental d'aquesta ciutat es deia porta Ghulafika). Era coneguda per la seva mesquita, els dàtils i els cocos i per tenir molts pous. La vila va caure en decadència al segle xii però fou restaurada al segle xiii per emigrants perses o per fugitius de Jeddah. Al segle xvi va perdre importància i fou substituïda com a port de Zabid per al-Ahwad i en part per Mokha.
El 1763 la va visitar Niebuhr que la descriu com a miserable i el port perillós pels esculls de corall. Avui dia és un llogaret; el port actual només val per vaixells petits.